# Pełzający cień
Pełzający cień (ang. The Slithering Shadow lub Xuthal of the Dusk) – opowiadanie Roberta E. Howarda z gatunku magii i miecza opublikowane we wrześniu 1933 roku w czasopiśmie "Weird Tales". Autorem ilustracji do wersji opublikowanej w "Weird Tales" był Jayem Wilcox.
Jest piątą częścią cyklu opowiadań fantasy tego autora, których bohaterem jest potężny wojownik ery hyboryjskiej - Conan z Cymerii. Treścią opowiadania jest pobyt Conana w prastarym mieście Xuthal.

## Fabuła
Conan wraz z niewolnicą Natalą przedzierają się przez pustynię, by trafić do znajdującego się na niej prastarego miasta. Spotykają tam Stygijkę o imieniu Thalis, która informuje ich, że mieszkańcy Xuthal większość czasu spędzają w narkotycznym śnie, zaś jedynym źródłem ich lęku jest demon imieniem Thog, który przemierza co jakiś czas Xuthal i pożera ludzi.
Conan pragnie jak najszybciej opuścić miasto, jednak Thalis zakochuje się w nim. Zazdrosna o Natalę porywa ją, torturuje i ostatecznie chce oddać Thogowi, jednak Conan ratuje niewolnicę i stacza walkę z Thogiem, ciężko raniąc potwora. Sam jednak zostaje poważnie ranny i jest bliski śmierci, od której ratuje go magiczny napój przyniesiony mu przez Natalę. Następnie oboje opuszczają miasto.

## Publikacje
Pierwszy raz Pełzający cień opublikowany został drukiem w magazynie Weird Tales, we wrześniu 1933. W wersji książkowej po raz pierwszy opowiadanie pojawiło się w zbiorku Sword of Conan w 1952.

## Adaptacje
Komiks na podstawie Pełzającego cienia ukazał się w 1977, w cyklu The Savage Sword of Conan. Autorem scenariusza był Roy Thomas, zaś narysował go John Buscema. 